# Coprophanaeus gamezi
Coprophanaeus gamezi är en skalbaggsart som beskrevs av Arnaud 2002. Coprophanaeus gamezi ingår i släktet Coprophanaeus och familjen bladhorningar. Inga underarter finns listade i Catalogue of Life.